# Greta Skogster
Greta Skogster-Lehtinen, född 22 februari 1900 i Tavastehus i Finland, död 11 februari 1994 i Tammerfors, var en finländsk textilformgivare.
Efter studier vid Tavastehus svenska samskola studerade hon mönsterritning vid Centralskolan för konstflit i Helsingfors. Hon studerade därefter vävnad vid Fredrika Wetterhoffs yrkesskola i Tavastehus. 
Hon startade 1921 ett eget väveri och en textilateljé i Tavastehus. Hon har bland annat formgivit mattorna och inredningstextilierna till Riksdagshuset i Helsingfors, som invigdes 1931.  Bildvävnaden  i Kotka stadshus plenisal är ett av hennes mest uppmärksammade verk. Hon var gift med bergsrådet William Lehtinen. Paret grundade 1964 Greta och William Lehtinens stipendiefond.